# Nikotinamid-adenin-dinukleotid

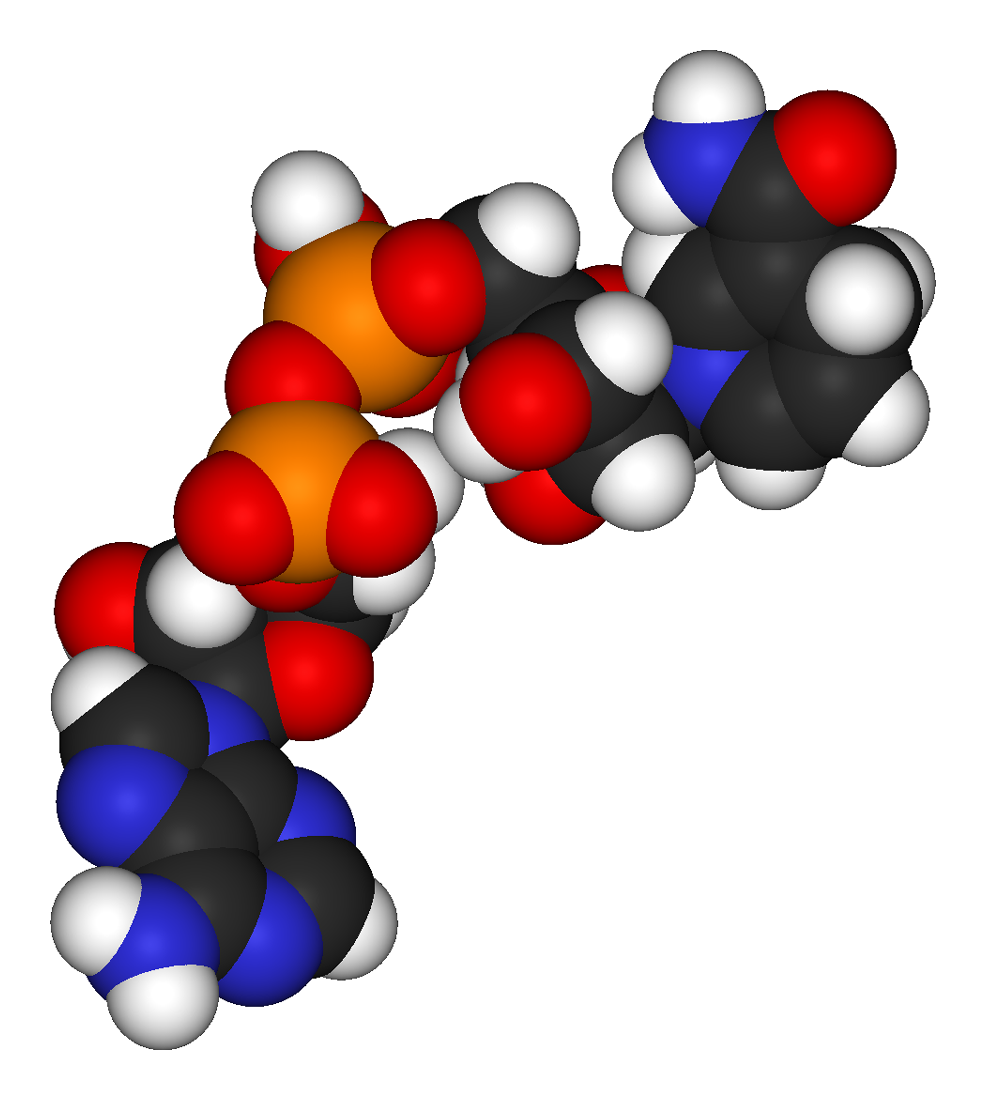
A NADH térkitöltéses kalotta-modellje

Nikotinamid-adenin-dinukleotid (NAD^{+})

Nikotinamid-adenin-dinukleotid-foszfát (NADP^{+})

A nikotinamid-adenin-dinukleotid (NAD+) és a nikotinamid-adenin-dinukleotid-foszfát (NADP+) az élő sejtekben megtalálható két igen fontos biokémiai kofaktor. Alapvető szerepük van az elektronok szállításában a redoxpotenciál-transzfer során.
A NADH a NAD+ redukált alakja, míg a NAD+ a NADH oxidált alakja. Ugyanígy a NADPH a NADP+ redukált megfelelője, a NADP+ pedig a NADPH oxidált megfelelője.
Habár csak egyetlen foszfát-csoportban különböznek, a NADH és a NADPH eltérő biokémiai funkciót töltenek be: A NADH a sejtlégzés részét képező glikolízis és citromsavciklus kofaktora, míg a NADPH a nukleinsavak és zsírsavak bioszintéziséhez szükséges.

## Szintézis
A sejtek a NAD+-ot a B3 vitamin (niacin) egyik származékából, a nikotinamidból szintetizálják. A nikotinamid egy ribóz és egy ADP kapcsolódásával alakul NAD+-dá. A NAD+ adenil-nukleotidjának 2' helyére észteresen kapcsolt foszfáttal alakul ki a NADP+.

## NAD+/NADH
A sejtek a NAD-ot niacinból szintetizálják és redoxreakciók során elektrontranszportra használják. Ekkor a NAD egy elektronpárt és egy protont felvéve NADH-vá redukálódik, és egy további proton (H+) szabaddá válik.
MH2 + NAD+ → NADH + H+ + M: + energia; ahol M valamely metabolit.
Két hidrogénatomot (pontosabban egy hidridiont és egy protont) ad le a metabolit. A proton oldatba kerül, míg a hidridion egyik elektronja a NAD töltéshordozó nitrogénjére, a maradék hidrogénatom pedig ezzel a nitrogénnel átellenes szénhez kapcsolódik.
A NADH-ban elraktározott redoxpotenciál vagy ATP-képződésre fordítódik az aerob légzés elektron-transzportja segítségével vagy anabolikus reakciókra fordítódik. Az ATP a sejtek univerzális energiahordozója, és a NADH felhasználása alapvető fontosságú előállításukhoz. Azonban bizonyos körülmények között (például hypoxia) az oxidált NAD+ aerob regenerációja elégtelen a sejt azonnali ATP-szükségletének a fedezésére, ezzel szemben a glikolízis oxigén hiányában is képes a NADH-t NAD+-dá oxidálni (fermentáció).

## NADP+/NADPH
A NADP anabolikus reakciók – zsírsav- és nukleinsav-szintézis – redukáló ágense. A színtestekben a NADP oxidálószer, szerepe a fotoszintézis bevezető reakcióiban elsődleges. Az itt megtermelt NADPH a Calvin-ciklus bioszintetikus reakcióiban redukáló ágensként jelenik meg.

## Élettani hatás
Jelenleg a NAD+ koenzimet önmagában semmilyen betegség kezelésére nem használják, de potenciálisan hasznos lehet a neurodegeneratív betegségek, mint például az Alzheimer-kór és a Parkinson-kór kezelésében. Az ilyen célú felhasználással kapcsolatos, egereken végzett kísérletek ígéretesek, bár egy klinikai teszt során a placebó kontrollcsoporthoz képest nem tapasztaltak javulást.
A NAD+ közvetlenül hat a gümőkór kezelésére használt izoniazid nevű hatóanyagra. (Az izoniazid egy gyógyszer előanyag, (angolul: prodrug), amelyet - miután behatolt a tuberkulózist okozó baktériumba - egy peroxidáz aktivál, szabad gyökké alakítva azt. Ez a szabad gyök reakcióba lép az NADH-val, és olyan addíciós vegyületeket hoz létre, amelyek erősen gátolják az enoil-acilt hordozó proteint, illetve a dihidrofolátot redukáló enzimeket.
Mivel számos oxidoreduktáz vegyület használ NAD+-t és NADH-t szubsztrátumként, az a tény, hogy az NAD+-alapú inhibálószerek egy adott enzimre hatnak, meglepő. Mivel az NAD+ enzim a purin metabolizmusában játszik szerepet, ezek a vegyületek hasznosak lehetnek rákellenes, vírusölő, és immunoszuppresszív hatóanyagok előállításában. Egyéb gyógyszerek nem enzimgátlók, hanem az NAD+ metabolizmusában érintett enzimeket aktiválják. A szirtuinok különösen érdekes célpontjai ezeknek a hatóanyagoknak, mivel NAD-függő deacetilázok aktiválása növeli az élettartamot. Egyes vegyületek, mint például a rezveratrol, növelik ezeknek az enzimeknek a hatását, így fontos szerepet tölthetnek be az élettartam meghosszabbításában úgy a gerinceseknél, mint a gerinctelen állatoknál.
A NAD+ ígéretesnek tűnik új antibiotikumok kifejlesztésében is. Így például, a nikotinamidot nikotinsavvá átalakító nikotinamidáz enzim fontos gyógyszerek alapanyaga lehet, mivel az embernél hiányzik, de jelen van az élesztőben és baktériumokban.

### Kereskedelmi forgalomban is elérhető
ENADA